# Paszport bułgarski

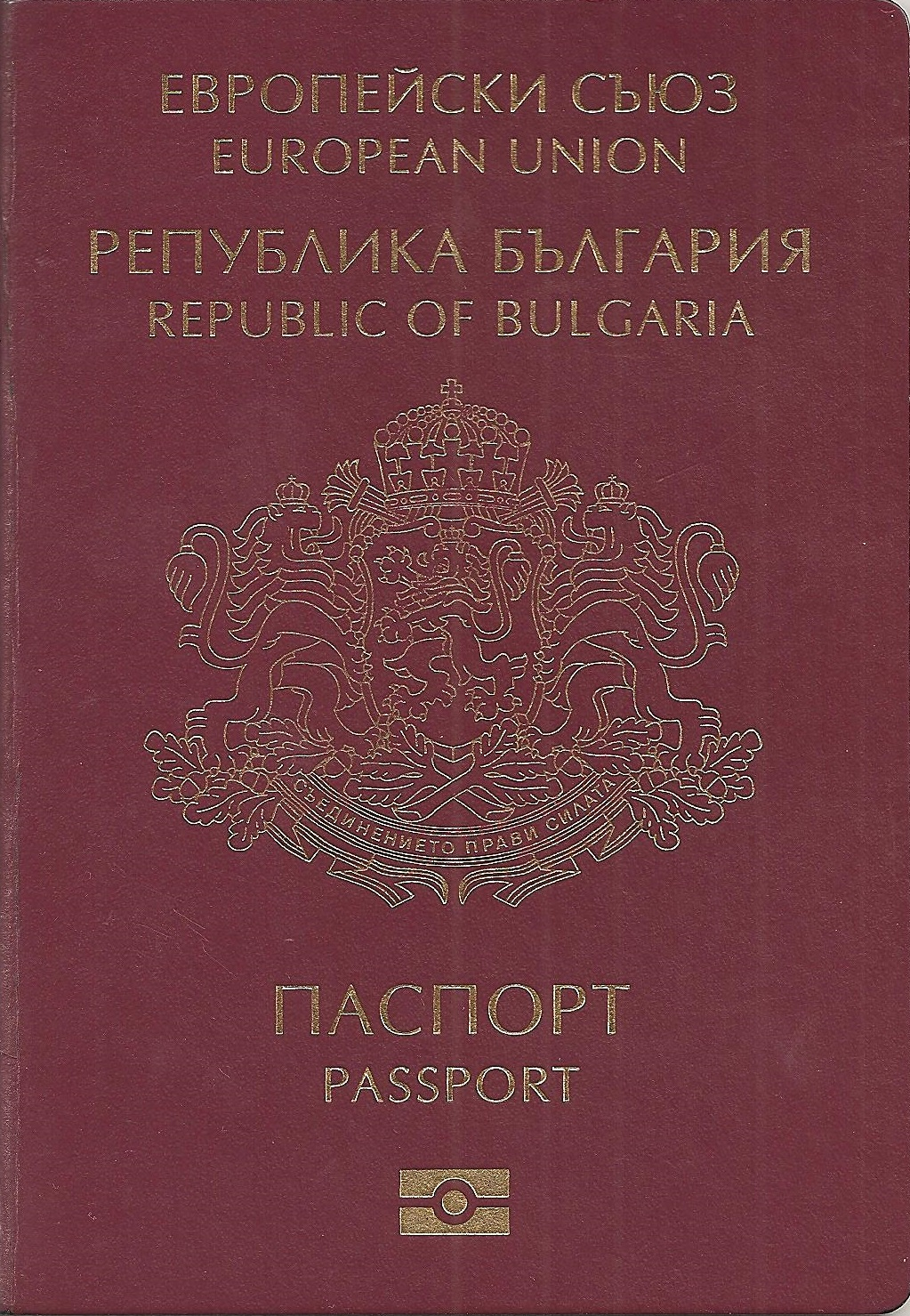
Przednia okładka paszportu bułgarskiego, wzór 2010 r.

Paszport bułgarski – dokument tożsamości wydawany obywatelom Bułgarii przez Ministerstwo Spraw Wewnętrznych Bułgarii w celu ich identyfikacji za granicą i w czasie przekraczania granic państwowych.
Maksymalna ważność paszportu wynosi 5 lat od wydania. Od 2010 r. wprowadzono paszport biometryczny.
Wydanie paszportu bułgarskiego kosztuje jedynie 40 lewów (około 20€) dla osoby dorosłej, co sprawia, iż pod względem mocy (ilość krajów nie wymagających wiz) do ceny paszportu, paszportu bułgarski jest jednym z najcenniejszych na świecie.

## Strona personalizacyjna
Pomimo numeru i kodu (P) paszportu oraz kodu kraju (BGN) i zdjęcia posiadacza, strona personalizacyjna następujące dane:
1. Nazwisko
2. Imiona (w tym imię odojcowskie)
3. Obywatelstwo
4. Data urodzenia
5. numer identyfikacyjny w bułgarskim odpowiedniku PESEL
6. Płeć
7. Miejsce urodzenia
8. Data wydania
9. Organ wydający
10. Data ważności
11. Podpis posiadacza

Dane osobowe są podane w języku bułgarskim, angielskim i francuskim.

## Galeria z obrazkami historycznymi

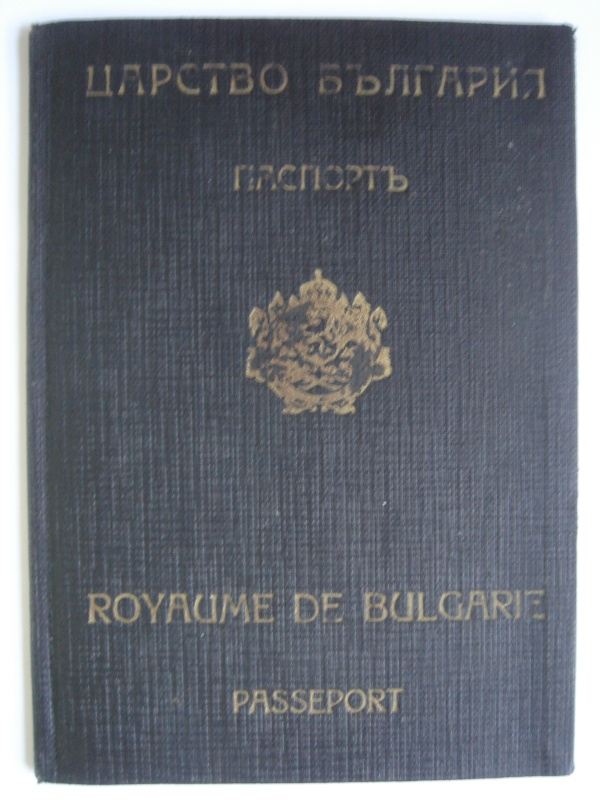
Paszport Carstwa Bułgarii
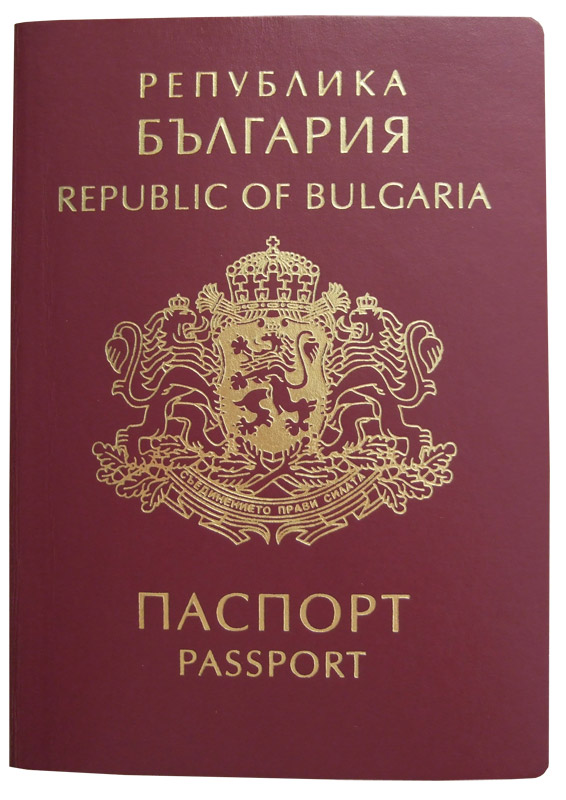
Bułgarski paszport niebiometryczny bez zaznaczenia członkostwa w UE (1999–2009)